# Scyllarus rubens
Scyllarus rubens är en kräftdjursart som först beskrevs av Alcock och Anderson 1894.  Scyllarus rubens ingår i släktet Scyllarus och familjen Scyllaridae. Inga underarter finns listade i Catalogue of Life.